# Suncokreti (film)
Suncokreti je jugoslovenski film iz 1988. godine. Režirao ga je Jovan Rančić, koji je bio i koscenarista sa Alenkom Rančić.

## Radnja
Usamljeni starac Jova, obućar u penziji, udovac, zapostavljen od strane sina i snahe, upoznaje tinejdžerku Tanju koja želi da mu pomogne. Početno nepoverenje sa njegove strane prerasta u pravo prijateljstvo. Nakon što Tanjini drugari saznaju da pomaže deda Jovi, oni se slože da čine isto i tako obrazuju grupu pod nazivom Suncokreti koja za cilj ima da pomogne starim licima. Film verno dočarava atmosferu Beograda osamdesetih, koju su karakterisali međuljudsko poštovanje i altruizam u odnosu mlađih prema starijima. Takođe, film na emotivan način pokazuje kako se treba poštovati stariji, da građanska inicijativa često može da uradi više nego hiljadu institucija. Generalno film kroz emocije daje nadu i primer za bolje sutra.

## Uloge
| Glumac             | Uloga                      |
| ------------------ | -------------------------- |
| Dragomir Felba     | Jovan Marković – Deda Jova |
| Biljana Milenović  | Tatjana Ilić – Tanja       |
| Radoš Bajić        | Nastavnik matematike       |
| Tatjana Beljakova  | Doktorka                   |
| Olga Odanović      | Apotekarka                 |
| Nikola Milić       | Kosta Petrović             |
| Bogoljub Petrović  | Nastavnik OTO-a            |
| Predrag Laković    | Komšija Tale               |
| Dušan Janićijević  | Prodavac u samoposluzi     |
| Predrag Milinković | Prodavac u trafici         |
| Dušica Žegarac     | Tanjina majka              |
| Petar Kralj        | Tanjin otac                |
| Rahela Ferari      | Baka Algebra               |
| Alenka Rančić      | Komšinica                  |
| Miodrag Krstović   | Voja, Jovin sin            |
| Lidija Pletl       | Vera, Vojina žena          |
| Milan Štrljić      | Novinar                    |
| Nadežda Vukićević  | Nastavnica likovnog        |
| Ljubomir Ćipranić  | Činovnik mesne zajednice   |
| Minja Vojvodić     | Poštar                     |
| Dušan Tadić        | Pacijent u bolnici         |
| Vladan Živković    | TV urednik                 |
| Bojan Blagojević   | Tanjin školski drug        |
| Neda Mirilović     | Tanjina školska drugarica  |
| Jelena Mitrović    | Tanjina školska drugarica  |
| Marijana Srđević   | Tanjina školska drugarica  |
| Jovan Babić        | Tanjin školski drug        |
| Rialda Kadrić      | Prodavačica u knjižari     |